# 浙江巡抚
浙江巡抚，是明清时期中国浙江省的巡抚，即地方首长。明朝稱為巡撫浙江等處地方兼提督軍務。

## 明朝（前期～中葉）
- 明朝永樂初年，朱棣曾派遣尚書治兩浙農事。此後或者以巡視身份、或者以總督身份派遣。
- 洪熙元年，設巡撫職。
- 正統四年，改巡視兩浙清理鹽法。
- 正統十四年，稱鎮守巡撫浙江等處，安民備倭。
- 景泰七年，罷鎮守巡撫，其職責由浙江布政使和浙江都指揮使分掌。
- 成化六年，再設浙江巡視。成化十年罷。
- 弘治元年，設巡視浙江等處沿海地方兼清理浙閩鹽法，賑濟兩浙水災。
- 嘉靖十年，罷職，改欽差大臣定期清理浙閩鹽法。

| 姓名                         | 生卒年          | 字   | 籍贯            | 出任年               | 卸任年                 | 备注 |
| ---------------------------- | --------------- | ---- | --------------- | -------------------- | ---------------------- | --- |
| 明朝永樂元年四月始設浙江巡撫 |                 |      |                 |                      |                        | |
| 夏原吉                       | 1366年—1430年   | 維喆 | 湖廣湘陰        | 永樂元年（1403年）   | 永樂三年（1405年）     | 永樂元年夏四月往浙西巡視諸郡治水、並督農政；永樂三年秋八月召回掌戶部事。                                    |
| 俞士吉                       | 1354年—1430年   | 用貞 | 浙江象山        | 永樂三年（1405年）   | 永樂五年（1407年）     | 永樂三年六月往浙江賑濟、並督農政；永樂五年五月自浙江巡視民瘼還上。                                          |
| 胡濙                         | 1375年—1463年   | 源潔 | 南直隸常州 武進 | 永樂十六年（1418年） | 永樂十九年（1421年）   | 永樂十六年六月以禮部 左侍郎巡浙；永樂十九年春三月事必還朝，掌部事。                                         |
| 虞謙                         | 1366年—1427年   | 伯益 | 南直隸金壇      | 永樂十九年（1421年） | 永樂二十二年（1424年） | 永樂十九年夏四月以左副都御史巡視，永樂二十二年底事必還朝。                                                  |
| 葉春                         | 1370年—1433年   | 景暘 | 浙江海鹽        | 洪熙元年（1425年）   | 洪熙元年（1425年）     | 正月以福建布政使司 右參政，巡按浙西蘇松諸路，八月回京，後遷南直隸巡撫。                                     |
| 熊槩                         | 1385年—1434年   | 元節 | 江西豐城        | 洪熙元年（1425年）   | 宣德五年（1430年）     | 洪熙元年八月以廣西 按察使加升大理寺卿，巡撫兩浙，宣德五年三月升南京 都察院 右都御史。                       |
| 趙倫                         | 約1379—1440年   | 秉溪 | 陝西邠州        | 宣德五年（1430年）   | 宣德七年（1432年）     | 宣德五年九月以兵部 郎中加升戶部右侍郎銜任；宣德七年秋七月時有言，其用督糧賦用峻法，吏民不勝苦，召還朝。     |
| 成均                         | 1377年—1439年   | 士溥 | 南直隸鹽城      | 宣德七年（1432年）   | 宣德十年（1435年）     | 宣德七年八月以戶部右侍郎接任；宣德十年六月召還，理部事。                                                    |
| 王瀹                         | 1375年—1450年   | 子清 | 河南太康        | 宣德十年（1435年）   | 正統四年（1439年）     | 宣德十年七月以行在戶部 郎中升為戶部右侍郎巡撫浙江上任；正統四年三月回理部事。                               |
| 王翱                         | 1384年—1467年   | 九臯 | 北直隸鹽山      | 正統四年（1439年）   | 正統四年（1439年）     | 正統四年四月以右僉都御史巡視兩浙整理鹽法，正統四年八月事畢回院。罷浙江巡撫官。                              |
| 焦宏                         | 1370年—1449年   | 克明 | 河南葉縣        | 正統七年（1441年）   | 正統十年（1445年）     | 正統七年六月以戶部右侍郎出鎮整飭備倭，正統十年六月還朝，提督 倉場。                                         |
| 張驥                         | 1390年—1449年   | 仲德 | 陝西安化        | 正統十三年（1445年） | 正統十四年（1449年）   | 正統十三年十月以大理寺 少卿任巡撫，安民備倭；正統十四年九月卒於任。                                         |
| 陳詔                         | 1392年—1451年   | 遷詢 | 浙江青田        | 正統十四年（1449年） | 景泰元年（1450年）     | 正統十四年十月以都察院 右僉都御史任鎮守巡撫浙江等處，同都督 同知 陶瑾往處州撫捕寇盜；景泰元年四月事畢還京。 |
| 軒輗                         | 1382年—1464年   | 惟行 | 河南鹿邑        | 景泰元年（1550年）   | 景泰二年（1451年）     | 景泰元年五月自浙江 按察使升右副都御史任巡撫，奉飭鎮守；景泰二年四月敕命總督南京糧儲。                       |
| 孫瑀                         | 1388年—1474年   | 原貞 | 江西德興        | 景泰二年（1451年）   | 景泰三年（1452年）     | 以字行，即孫原貞。景泰二年五月以兵部左侍郎任鎮守巡撫；景泰三年十二月遷福建巡撫。                            |
| 洪英                         | 1388年—1458年   | 實夫 | 福建懷安        | 景泰四年（1453年）   | 景泰五年（1454年）     | 景泰四年正月自山東巡撫調任兼理鹽法；景泰五年十月致仕。                                                      |
| 劉廣衡                       | 1395年—1458年   | 克平 | 江西萬安        | 景泰五年（1453年）   | 景泰七年（1455年）     | 景泰五年十一月以都察院 右副都御史調任；景泰七年二月徵調還京。                                               |
| 曾翬                         | 1410年—1491年   | 時升 | 江西泰和        | 成化六年（1470年）   | 成化八年（1472年）     | 成化六年二月以刑部左侍郎巡視浙江；成化八年三月命調掌通政使司事。                                            |
| 劉敷                         | 1421年—1502年   | 叔榮 | 江西永新        | 成化八年（1472年）   | 成化十年（1474年）     | 成化八年九月以福建 左布政使加右副都御史銜巡撫浙江，成化十年三月遷湖廣巡撫。                                 |
| 彭韶                         | 1430年—1495年   | 鳳儀 | 福建莆田        | 弘治元年（1488年）   | 弘治三年（1490年）     | 弘治元年五月命刑部右侍郎彭韶巡視浙江，七月再兼整理鹽法；弘治三年四月回京，改吏部左侍郎。                    |
| 張文昭                       | 約 1438－1509年 | 應奎 | 山東平山衛      | 弘治五年（1492年）   | 弘治五年（1492年）     | 弘治五年八月以都察院右僉都御史巡視賑濟；弘治五年九月丁母憂離任。                                            |
| 吳原                         | 1431年—1495年   | 道本 | 福建雲霄        | 弘治五年（1492年）   | 弘治六年（1493年）     | 弘治五年十月以戶部左侍郎調兼右僉都御史巡視浙江，並賑災兩浙水災；弘治六年六月命召還京。                      |
| 王璟                         | 1447年—1533年   | 廷采 | 山東沂州        | 弘治十六年（1503年） | 弘治十七年（1504年）   | 弘治十六年九月以南京 鴻臚寺卿升右僉都御史巡視；弘治十七年十一月事竣回京，遷保定巡撫。                       |
| 張憲                         | 1446年—1511年   | 廷式 | 江西德興        | 正德元年（1506年）   | 正德三年（1508年）     | 正德元年十一月工部侍郎兼僉都御史升右都御史巡視浙江、清理浙閩鹽法；正德三年十二月回南京都察院掌院事。        |
| 陶琰                         | 1484年—1538年   | 廷信 | 山西絳州        | 正德七年（1512年）   | 正德九年（1514年）     | 正德七年七月自南京 刑部右侍郎升都察院 右都御史巡視浙江；正德九年冬十月遷漕運總督兼鳳陽巡撫等處。            |
| 藍章                         | 1453年－1525年  | 文繡 | 山東即墨        | 正德九年（1514年）   | 正德十年（1515年）     | 正德九年十一月以南京刑部右侍郎兼都察院左僉都御史巡視浙江；正德十年八月調遷清理兩淮長蘆鹽法。                |
| 王雲鳳                       | 1465年—1516年   | 應詔 | 山西和順        | 正德十年（1515年）   | 正德十年（1515年）     | 正德十年八月以宣府巡撫、右僉都御史調任，清理兩浙福建鹽法；十二月以病乞修，隔月照准。                        |
| 陳天祥                       | 1440年—1516年   | 元吉 | 南直隸蘇州 吳縣 | 正德十一年（1516年） | 正德十一年（1516年）   | 正德十一年春正月以右副都御史清理浙閩鹽法，八月卒於任。                                                      |
| 趙鑑                         | 1454年—1537年   | 克正 | 山東壽光        | 正德十二年（1517年） | 正德十四年（1519年）   | 正德十二年正月以南京都察院右副都御史上任；正德十四年六月調任大理寺卿。                                      |
| 許庭光                       | 約1471年—1525年 | 本謙 | 河南河陰        | 正德十四年（1519年） | 正德十六年（1521年）   | 正德十四年秋七月以應天府丞升右僉都御史巡視浙江，正德十六年五月改任提督 漕運、右僉都御史。                   |
| 王堯封                       | 1477年—1549年   | 伯圻 | 北直隸定興      | 嘉靖八年（1529年）   | 嘉靖八年（1529年）     | 號南皐。嘉靖八年八月以山東巡撫加右副都御史銜，調巡視浙福等處沿海地方，十二月以病請告退閑住。                |
| 胡璉                         | 1469年—1542年   | 重器 | 南直隸沭陽      | 嘉靖九年（1530年）   | 嘉靖十年（1531年）     | 嘉靖九年正月以浙江 左布政使升右副都御史巡視浙福，嘉靖十年三月遷江西巡撫。                                   |

## 明朝（中後期～南明）
- 嘉靖二十六年，因倭寇事發，才命都御史巡撫浙江等地，并兼管福建福、興、建寧、漳、泉海道地方，并提督軍務[1]。
- 嘉靖二十七年七月御史周亮、給事中葉鏜先後俱言不便海防，遂改巡撫為巡視，事寧回京。凡一切政務、巡按御史，如舊規行。
- 嘉靖二十九年，罢免。
- 嘉靖三十一年七月再設提督軍務、巡視浙江兼管福興泉漳地方。
- 嘉靖三十二年七月更為巡撫浙江兼理海防職銜，此後浙江巡撫一職為定置，巡撫駐杭州。
- 弘光元年，清軍渡江南下，杭州降清，巡撫移駐溫州。
- 隆武二年，清軍攻陷紹興、金華、嚴州、寧波、處州、溫州等地。
- 庚寅元年，魯王於浙東領導抗清，巡撫移駐台州。
- 永曆二年，浙東抗清失利，台州淪喪，巡撫僑駐福建福清。
- 永曆四年隨軍主利退居閩浙沿海，浙江陸路遂失守。

| 姓名   | 生卒年         | 字   | 籍贯              | 出任年                 | 卸任年                 | 备注 |
| ------ | -------------- | ---- | ----------------- | ---------------------- | ---------------------- | --- |
| 朱紈   | 1494年—1549年  | 子純 | 南直隸蘇州府 長洲 | 嘉靖二十六年（1547年） | 嘉靖二十九年（1550年） | 嘉靖二十六年七月由南贛巡撫調任；嘉靖二十九年七月御史陳九德彈劾其擅殺，逮捕進京審訊，憤而自殺。                                       |
| 王忬   | 1507年—1560年  | 民應 | 南直隸太倉        | 嘉靖三十ㄧ年（1552年） | 嘉靖三十三年（1554年） | 嘉靖三十一年七月由山東巡撫調任提督軍務巡視浙江兼管福興泉漳地方，隔年改巡撫；嘉靖三十三年六月升右副都御史遷山西巡撫。                 |
| 李天寵 | 約1510～1555年 | 子承 | 河南孟津          | 嘉靖三十三年（1554年） | 嘉靖三十四年（1555年） | 嘉靖三十三年七月以徐州兵備使加右僉都御史銜升任；嘉靖三十四年六月趙文華誣其嗜酒瀆職，罷為民，後十月與張經一同下獄斬首。               |
| 胡宗憲 | 1512年—1565年  | 汝貞 | 南直隸績溪        | 嘉靖三十四年（1555年） | 嘉靖三十五年（1556年） | 七月以浙江按察使加右僉都御史銜代理，後升浙直總督。                                                                                   |
| 阮鶚   | 1509年—1567年  | 應荐 | 南直隸桐城        | 嘉靖三十五年（1556年） | 嘉靖三十六年（1557年） | 嘉靖三十五年三月自廣東布政使司右參政加右僉都御史銜升任，嘉靖三十六年正月遷福建巡撫。                                                 |
| 唐順之 | 1507年—1560年  | 應德 | 南直隸常州府 武進 | 嘉靖三十七年（1562年） | 嘉靖三十八年（1564年） | 嘉靖三十七年十月由兵部職方司署郎中命往浙直護理。三十八年三月加升太僕寺少卿，四月複升通政使司右通政，九月遷鳳陽巡撫加右僉都御史銜。   |
| 胡宗憲 | 1512年—1565年  | 汝貞 | 南直隸績溪        | 嘉靖三十六年（1557年） | 嘉靖四十一年（1562年） | 嘉靖三十六年二月以浙直總督兼任。嘉靖四十一年坐事嚴嵩黨，罷免；嘉靖四十四年下獄自盡。                                                 |
| 趙炳然 | 1507年—1569年  | 子晦 | 四川保寧          | 嘉靖四十一年（1562年） | 嘉靖四十三年（1564年） | 嘉靖四十一年十一月以都察院左副都御史改兵部右侍郎兼都察院右僉都御史提督軍務巡撫浙江，隔年加升右都御史銜；嘉靖四十三年七月升兵部尚書。 |
| 劉畿   | 1509年—1569年  | 子京 | 南直隸蘇州府 長洲 | 嘉靖四十三年（1564年） | 嘉靖四十五年（1566年） | 嘉靖四十三年八月以順天府府尹加右副都御史銜升任；嘉靖四十五年十月遷南京兵部右侍郎。                                                   |
| 張師載 | 1513年—1573年  | 以道 | 湖廣潛江          | 嘉靖四十五年（1566年） | 隆慶元年（1567年）     | 嘉靖四十五年十一月以浙直總督兼任；隆慶元年六月因病而告退休養。                                                                       |
| 趙孔昭 | 1526年—1570年  | 子潛 | 北直隸邢臺        | 隆慶元年（1567年）     | 隆慶二年（1568年）     | 隆慶元年七月以前宣府巡撫派任；隆慶二年七月戊辰陞戶部右侍郎。                                                                         |
| 谷中虛 | 1525年—1585年  | 子聲 | 山東海豐          | 隆慶二年（1568年）     | 隆慶四年（1570年）     | 隆慶二年七月以前陝西巡撫、加右副都御史銜派任隆慶四年八月回京代理兵部尚書，調任湖廣巡撫。                                             |
| 鄒應龍 | 1535年—1588年  | 雲卿 | 甘肅臨洮府 蘭州   | 隆慶四年（1570年）     | 隆慶四年（1570年）     | 隆慶四年九月以總理江南屯鹽都御史代理，十一月升工部右侍郎。                                                                           |
| 熊汝達 | 1510年—1590年  | 德明 | 江西進賢          | 隆慶四年（1570年）     | 隆慶五年（1571年）     | 隆慶四年十二月由廣東巡撫、右副都御史代理，隆慶五年三月升南京刑部右侍郎。                                                             |
| 郭朝賓 | 1513年—1585年  | 尚甫 | 山東汶上          | 隆慶五年（1571年）     | 隆慶五年（1571年）     | 隆慶五年四月自順天府府尹加右副都御史銜升任，十二月升戶部左侍郎。                                                                     |
| 鄔璉   | 1520年—1593年  | 宜瑩 | 江西宜豐          | 隆慶六年（1572年）     | 隆慶六年（1572年）     | 隆慶六年正月自應天府府尹升任，七月被誣去職，八月調南京別衙門用，後致仕歸鄉。                                                         |
| 張鹵   | 1523年—1598年  | 召和 | 河南儀封          | 隆慶六年（1572年）     | 隆慶六年（1572年）     | 隆慶六年八月以操江提督加右僉都御史銜調任，十月丁母憂離任。                                                                           |
| 方弘靜 | 1517年—1611年  | 定之 | 南直隸歙縣        | 隆慶六年（1572年）     | 萬曆二年（1574年）     | 隆慶六年十一月自太僕寺卿加右副都御史銜升任；萬曆二年二月遷鄖陽巡撫°                                                                  |
| 謝鵬舉 | 1509年—1601年  | 促南 | 湖廣蒲圻          | 萬曆二年（1574年）     | 萬曆四年（1576年）     | 萬曆二年三月自浙江左布政使加右副都御史銜任。萬曆四年四月先升戶部右侍郎，後因與張居正不睦而致仕。                                     |
| 徐栻   | 1519年—1581年  | 世寅 | 南直隸常熟        | 萬曆四年（1576年）     | 萬曆六年（1578年）     | 萬歷四年五月由工部右侍郎兼右僉都御史改[[兵部右侍郎調任；萬曆六年三月升刑部左侍郎。                                                   |
| 李世達 | 1533年—1599年  | 子成 | 陝西涇陽          | 萬曆六年（1578年）     | 萬曆八年（1580年）     | 萬曆六年四月由原任總理河道提督軍務加都察院右副都御史銜。萬曆八年九月病卸。                                                           |
| 吳善言 | 1537年—1602年  | 子遠 | 北直隸成安        | 萬曆八年（1580年）     | 萬曆十年（1582年）     | 萬曆八年十月由山西右參政加右僉都御史銜調任。萬曆十年三月因杭州兵變軍隊鬧餉譁變，引咎辭職，致仕歸鄉。                                 |
| 張佳胤 | 1527年—1586年  | 肖甫 | 重慶銅梁          | 萬曆十年（1582年）     | 萬曆十一年（1583年）   | 萬曆十年四月以兵部侍郎調任；萬曆十一年二月升兵部尚書。                                                                               |
| 蕭廩   | 1524年—1587年  | 可發 | 江西萬安          | 萬曆十一年（1583年）   | 萬曆十二年（1584年）   | 萬歷十一年閏二月由陝西巡撫、加升右副都御史銜調任；萬曆十二年六月升南京工部侍郎。                                                     |
| 溫純   | 1539年—1607年  | 希文 | 陝西三原          | 萬曆十二年（1584年）   | 萬曆十五年（1587年）   | 由大理寺卿升兵部右侍郎兼右僉都御史派任；萬曆十五年七月升户部侍郎。                                                                   |
| 滕伯輪 | 1526年—1589年  | 汝載 | 福建建寧          | 萬曆十五年（1587年）   | 萬曆十七年（1589年）   | 萬曆十五年八月由操江都御史調任；萬曆十七年三月卒於任。                                                                               |
| 傅孟春 | 1540年—1616年  | 仁泉 | 江西高安          | 萬曆十七年（1589年）   | 萬曆十八年（1590年）   | 萬曆十七年五月以右僉都御史銜原官調任；萬歷十八年九月以原官回京協理院事。                                                             |
| 常居敬 | 1546年—1600年  | 惟一 | 湖廣江夏          | 萬曆十八年（1590年）   | 萬曆二十一年（1593年） | 萬曆十八年十月由太僕寺卿升右副都御史巡撫浙江；萬曆二十一年三月吏部題覆自陳巡撫調南京別衙門餘如故。                                   |
| 王汝訓 | 1551年—1610年  | 師古 | 山東聊城          | 萬曆二十一年（1593年） | 萬曆二十二年（1594年） | 萬曆二十一年四月由都察院左僉都御史升右副都御史、巡撫浙江；二十二年十月因原任國子監祭酒范應期冤案，被免職賦閒。                       |
| 劉元霖 | 1556年—1614年  | 元澤 | 北直隸任丘        | 萬曆二十二年（1594）   | 萬曆三十年（1602年）   | 萬曆二十二年十一月由太常寺少卿升右僉都御史任，萬曆三十年十月升工部右侍郎。                                                           |
| 尹應元 | 1551年—1625年  | 乾泰 | 湖廣漢川          | 萬曆三十年（1602年）   | 萬曆三十三年（1605年） | 萬曆三十年十一月以在院右僉都御史任，萬曆三十三年十二月告老致仕。                                                                     |
| 甘士價 | 1545年—1608年  | 維藩 | 江西信豐          | 萬曆三十四年（1606年） | 萬曆三十六年（1608年） | 萬曆三十四年正月由加右僉都御史銜鳳陽巡撫調任；萬曆三十六年六月升大理寺卿，未至，尋卒於任。                                           |
| 王永光 | 1561年—1638年  | 有孚 | 河南長垣          | 萬曆三十六年（1608年） | 萬曆三十六年（1608年） | 萬曆三十六年七月以通政使司右通政加右僉都御史銜代理，十二月卸任。                                                                     |
| 高舉   | 1553年—1624年  | 鵬程 | 山東淄川          | 萬曆三十七年（1609年） | 萬曆四十一年（1613年） | 萬歷三十七年正月由大理寺右少卿加僉都御史升任；萬曆四十二年十二月致仕歸鄉。                                                           |
| 劉一焜 | 1557年—1623年  | 元丙 | 江西南昌          | 萬曆四十二年（1614年） | 萬曆四十八年（1620年） | 萬歷四十二年正月由太常寺少卿升任；萬曆四十八年六月以病告歸致仕。                                                                     |
| 蘇茂相 | 1566年—1630年  | 弘家 | 福建晉江          | 泰昌元年（1620年）     | 天啟二年（1622年）     | 泰昌元年七月以太僕寺卿、擢都御史任，天啟二年十月遷戶部侍郎。                                                                         |
| 耿庭柏 | 1572年—1623年  | 惟芬 | 山東新城          | 天啟二年（1622年）     | 天啟三年（1623年）     | 天啟二年十一月自太僕寺卿調任；天啟三年閏十月卒於任。                                                                                 |
| 王洽   | 1577年—1630年  | 和仲 | 山東臨邑          | 天啟三年（1623年）     | 天啟五年（1625年）     | 天啟三年十一月自太常寺少卿升任；天啟五年四月被核其掌選撫浙俱叢物議也，去職，閑住；崇禎初年進兵部尚書。                               |
| 劉可法 | 1568年—1637年  | 再龍 | 河南商城          | 天啟五年（1625年）     | 天啟五年（1625年）     | 天啟五年五月由浙江右布政使升任右僉都御史巡撫浙江，十月四川道御史王時英疏參，以黨附東林，罷職，閑住。                                 |
| 陸卿榮 | 1562年—1627年  | 孟焰 | 南直隸常州府 武進 | 天啟五年（1625年）     | 天啟六年（1626年）     | 號震澤。天啟五年十一月以南京太常寺少卿調任，三月以病及親老辭歸。                                                                     |
| 潘汝楨 | 1573年—1628年  | 鎮璞 | 南直隸桐城        | 天啟六年（1626年）     | 天啟七年（1627年）     | 天啟六年四月由太僕寺少卿任，天啟七年六月升南京兵部右侍郎。                                                                           |
| 張延登 | 1566年—1641年  | 濟美 | 山東鄒平          | 天啟七年（1627年）     | 崇禎二年（1629年）     | 天啟七年七月由湖廣巡撫加右副都御史調任；崇禎二年三月卸，拾遺、留用。崇禎四年十月起為工部尚書，後改左都御史。                         |
| 陸完學 | 1570年—1642年  | 汝成 | 南直隸常州府 武進 | 崇禎二年（1629年）     | 崇禎四年（1631年）     | 號鳳台。崇禎二年四月由福建左布政使升任；崇禎五年正月陞任南京兵部尚書、協理戎政。                                                     |
| 羅汝元 | 1586年—1646年  | 懋先 | 江西南昌          | 崇禎五年（1632年）     | 崇禎六年（1633年）     | 崇禎五年正月以通政使加僉都御史升任，崇禎六年七月因討海寇劉香失機，彈劾罷歸。後複起，擢升刑部右侍郎。                                 |
| 喻思恂 | 1575年—1647年  | 醒拙 | 重慶榮昌          | 崇禎六年（1633年）     | 崇禎十一年（1638年）   | 崇禎六年八月由太僕寺少卿陞任，崇禎十一年二月升南京兵部尚書。                                                                         |
| 熊奮渭 | 1580年—1655年  | 汝望 | 河南商城          | 崇禎十一年（1638年）   | 崇禎十四年（1641年）   | 十一年三月由尚寶卿兼山西鄉試官升任，崇禎十四年十二月升南京户部右侍郎。                                                               |
| 董象恒 | 1574年—1648年  | 有仲 | 上海華亭          | 崇禎十五年（1642年）   | 崇禎十六年（1643年）   | 崇禎十五年正月由福建右參政清理屯盥升任，崇禎十六年十月以剿盜不力，誣劾下獄，崇禎十七年甲申之變後放歸，尋卒。                         |
| 黃鳴駿 | 1590年—1645年  | 啟甸 | 福建莆田          | 崇禎十六年（1643年）   | 崇禎十七年（1644年）   | 崇禎十六年十一月由浙江左布政使陞任，崇禎十七年六月因許都事件餘黨丁汝璋、許嘉胤在義烏引發暴動，咎責撤職，調任督軍。                   |
| 張秉貞 | 1587年—1655年  | 元之 | 南直隸桐城        | 崇禎十七年（1644年）   | 弘光元年（1645年）     | 崇禎十七年七月加都御史銜任，弘光元年六月升兵部尚書，閏六月隨潞閔王降清，杭州失陷。                                                   |
| 吳克孝 | 1605年－1686年 | 人撫 | 南直隸太倉        | 弘光元年（1645年）     | 弘光元年（1645年）     | 弘光元年閏六月以浙西兵備分巡道升任，隨因目眚推辭未至。                                                                               |
| 孫嘉績 | 1604年—1646年  | 碩膚 | 浙江餘姚          | 隆武元年（1645年）     | 隆武元年（1645年）     | 七月由兵部侍郎兼右僉都御史任，九月後奉魯王監國。十月清兵壓境，隨魯王移居滃州，年底積勞成疾而卒。                                     |
| 盧若騰 | 1598年—1664年  | 閑之 | 福建金門          | 隆武元年（1645年）     | 隆武二年（1646年）     | 隆武元年十月授都察院 右副都御史兼巡撫浙東溫、處、台、寧四州，駐溫州；隆武二年七月清軍攻陷溫州，浙江失守，為靖海營水師救出。          |
| 錢肅樂 | 1606年－1648年 | 希聲 | 浙江寧波府 鄞縣   | 监国鲁元年（1646年）   | 监国鲁二年（1647年）   | 庚寅元年八月以前刑部員外郎，加戶部侍郎派任，移駐台州，鎮守閩浙沿海同魯王政權抗清；庚寅二年十月加東閣大學士升兵部尚書。               |
| 黎元寬 | 1607年－1686年 | 左嚴 | 江西南昌          | 永曆二年（1648年）     | 永曆四年（1650年）     | 永曆二年二月以浙江提學道升任；永曆四年冬因浙江抗清事挫，辭官歸隱。                                                                   |

## 清朝（順治、康熙、雍正年間）
- 清朝全稱為“巡撫浙江等處地方提督軍務、節制水陸各鎮兼理糧餉”。
- 順治二年七月清軍入浙江，以浙江總督兼理。
- 順治二年十月正式設立巡撫，駐杭州，品秩為從二品。
- 順治三年十月平定浙江全境。
- 康熙年間以後加銜巡撫品秩提高為正二品。

| 姓名                         | 生卒年         | 字   | 籍贯           | 出任年                 | 卸任年                 | 备注 |
| ---------------------------- | -------------- | ---- | -------------- | ---------------------- | ---------------------- | --- |
| 清朝順治二年七月續設浙江巡撫 |                |      |                |                        |                        | |
| 張存仁                       | 1590年—1652年  | 完真 | 遼東遼陽       | 順治二年（1645年）     | 順治二年（1645年）     | 順治二年七月以總督撫浙，十月專任浙閩總督。                                                                                   |
| 蕭起元                       | 約1602～1653年 | 復初 | 遼東錦州       | 順治二年（1645年）     | 順治十一年（1654年）   | 隸漢軍鑲白旗。順治二年十月以常州府知府升都察院右僉都御史調任巡撫、提督軍務。順治十一年四月以鞫審史儒綱贓案遲延、降一級調用。 |
| 秦世禎                       | 1592年—1657年  | 瑞寰 | 遼東廣寧       | 順治十一年（1654年）   | 順治十二年（1655年）   | 隸漢軍正藍旗。順治十一年五月大理寺寺丞加右僉都御史升任；順治十二年十二月著調補操江巡撫。                                     |
| 陳應泰                       | 1597年—1662年  | 運亨 | 遼東蓋州       | 順治十三年（1656年）   | 順治十五年（1658年）   | 隸漢軍鑲紅旗。順治十三年正月以右副都御史銜由山西巡撫調任；順治十五年五月以病沉，奏請回京調理。                               |
| 佟國器                       | 約1613～1660年 | 思遠 | 遼東襄平       | 順治十五年（1658年）   | 順治十七年（1660年）   | 隸漢軍正藍旗。順治十五年六月由南贛巡撫調任；順治十七年二月卒於任。                                                           |
| 史記功                       | 約1615～1670年 | 屢升 | 遼東金州       | 順治十七年（1660年）   | 順治十八年（1661年）   | 隸漢軍正白旗。順治十七年三月山東左布政使升都察院右副都御史巡撫浙江；順治十八年三月致仕。                                     |
| 朱昌祚                       | 1627年—1667年  | 雲門 | 山東高唐       | 順治十八年（1661年）   | 康熙三年（1664年）     | 順治十八年由宗人府啟心郎升任；康熙三年六月升為福建總督加兵部尚書銜。                                                         |
| 蔣國柱                       | 1619年—1668年  | 君砥 | 遼東復州       | 康熙三年（1664年）     | 康熙七年（1668年）     | 隸漢軍鑲白旗。康熙三年七月原山東巡撫調任；康熙七年十二月卒於任。                                                             |
| 范承謨                       | 1624年—1676年  | 覲公 | 遼東瀋陽       | 康熙八年（1669年）     | 康熙十一年（1672年）   | 范文程之子，隸漢軍鑲黃旗。康熙八年正月以內秘書院學士升任；康熙十一年十月陞為福建總督。                                       |
| 袁懋功                       | 1612年—1671年  | 九叙 | 順天府香河     | 康熙十年（1671年）     | 康熙十年（1671年）     | 康熙十年七月，因前巡撫范承謨患病、准其回京調理，將山東巡撫袁懋功調補，未到任而卒。後因浙江官員、百姓請留，遂留任。           |
| 田逢吉                       | 1629年—1699年  | 凝之 | 山西高平       | 康熙十一年（1672年）   | 康熙十三年（1674年）   | 康熙十一年十一月以戶部左侍郎任；康熙十三年十一月以病解任。                                                                   |
| 達都                         | 1624年—1682年  | 朝宗 | 滿洲正白旗     | 康熙十三年（1674年）   | 康熙十三年（1674年）   | 那木都魯氏。康熙十三年十一月，由户部右侍郎轉任浙江督餉兼巡撫，旋以不黯漢俗自請解職，仍任浙江督餉。                           |
| 陳秉直                       | 1625年—1700年  | 廉成 | 遼東興京       | 康熙十四年（1675年）   | 康熙十八年（1679年）   | 本為滿洲鑲黄旗人，棟佳氏。康熙十四年正月以浙江布政使陞任；康熙十八年八月被以察吏無能、賢否混淆，解任。                       |
| 李本晟                       | 1619年—1682年  | 暘若 | 湖北蘄春       | 康熙十八年（1679年）   | 康熙二十一年（1682年） | 康熙十八年九月自大理寺卿陞任；康熙二十一年五月卒於任。                                                                       |
| 王國安                       | 1642年—1709年  | 磐石 | 遼東蓋州       | 康熙二十一年（1682年） | 康熙二十三年（1684年） | 六月由內閣學士兼禮部侍郎調任，康熙二十三年正月升補浙江總督。                                                                 |
| 趙士麟                       | 1629年—1699年  | 麟伯 | 雲南澄江       | 康熙二十三年（1684年） | 康熙二十五年（1686年） | 康熙二十三年二月以左副都御史調任；二十五年四月遷江寧巡撫。                                                                   |
| 金鋐                         | 約1628～1694年 | 治公 | 順天府宛平     | 康熙二十五年（1686年） | 康熙二十八年（1689年） | 康熙二十五年五月自福建巡撫調任。二十八年二月因捏造無影之款斂財，獲罪流徙奉天地方。                                           |
| 張鵬翮                       | 1649年—1725年  | 運青 | 四川遂寧       | 康熙二十八年（1689年） | 康熙三十三年（1694年） | 康熙二十八年六月以大理寺少卿從優升補；九月升兵部右侍郎、十一月兼提督江南學政。                                               |
| 王維珍                       | 1633年—1696年  | 嵋谷 | 遼東錦州       | 康熙三十三年（1694年） | 康熙三十四年（1695年） | 康熙三十三年十月以兵部左侍郎、都察院左副都御史任；三十四年十二月卒於任。                                                     |
| 線一信                       | 約1641～1708年 | 叔義 | 遼東寧遠       | 康熙三十五年（1696年） | 康熙三十六年（1697年） | 康熙三十五年正月自安徽巡撫調任；三十六年十一月以居官甚劣、著革職處分。                                                       |
| 張勄                         | 1646年—1714年  | 敬止 | 奉天遼陽       | 康熙三十六年（1697年） | 康熙三十九年（1700年） | 隸漢軍正黃旗。康熙三十六年十二月由山東布政使擢任；三十九年十月命以原品休致。                                                 |
| 張志棟                       | 1648年—1714年  | 敬修 | 山東昌邑       | 康熙三十九年（1701年） | 康熙四十一年（1702年） | 康熙三十七年正月自福建巡撫調任；四十一年正月遷江西巡撫。                                                                     |
| 趙申喬                       | 1644年—1720年  | 松伍 | 江蘇常州府武進 | 康熙四十一年（1702年） | 康熙四十一年（1702年） | 康熙四十一年二月以浙江布政使陞任；十二月遷偏沅巡撫。                                                                         |
| 張泰交                       | 1651年—1706年  | 公孚 | 山西陽城       | 康熙四十二年（1703年） | 康熙四十五年（1706年） | 康熙四十二年正月以刑部右侍郎調任；四十五年正月以病乞休，六月逝世。                                                           |
| 王然                         | 1649年—1710年  | 子可 | 順天府宛平     | 康熙四十五年（1706年） | 康熙四十七年（1708年） | 康熙四十五年二月由廣西布政使升任；四十七年十二月以病乞休，致仕。                                                             |
| 黃秉中                       | 1654年—1718年  | 惟一 | 奉天海城       | 康熙四十八年（1709年） | 康熙四十九年（1710年） | 康熙四十八年正月內閣學士兼禮部侍郎調任；隔年八月遷福建巡撫。                                                                 |
| 王度昭                       | 1651年—1724年  | 玉其 | 山東諸城       | 康熙四十九年（1710年） | 康熙五十三年（1714年） | 康熙四十九年九月以戶部右侍郎調任；五十三年十二月遷工部右侍郎。                                                               |
| 徐元夢                       | 1655年—1741年  | 善長 | 滿洲正黃旗     | 康熙五十四年（1715年） | 康熙五十六年（1717年） | 舒穆祿氏。康熙五十四正月由內閣學士兼禮部侍郎調任；康熙五十六年正月升為都察院左都御史、兼管翰林院掌院學士事。                 |
| 朱軾                         | 1665年—1736年  | 若瞻 | 江西高安       | 康熙五十六年（1717年） | 康熙五十九年（1720年） | 康熙五十六年二月以通政使司通政使任；五十九年十一月升為都察院左都御史。                                                       |
| 屠沂                         | 約1664～1725年 | 艾山 | 湖北孝感       | 康熙五十九年（1720年） | 康熙六十一年（1722年） | 康熙五十九年十二月以左副都御史任；六十一年六月以病乞休，允之。                                                               |
| 呂猶龍                       | 約1653～1722年 | 爾霖 | 奉天撫順       | 康熙六十一年（1722年） | 康熙六十一年（1722年） | 隸漢軍正紅旗。康熙六十一年七月以都察院右副都御史銜任，十月卒於任。                                                           |
| 李馥                         | 1666年—1749年  | 汝嘉 | 福建福清       | 康熙六十一年（1722年） | 雍正二年（1724年）     | 康熙六十一年十一月由安徽布政使陞任；雍正二年二月因與僚屬不和，罷官歸鄉。                                                     |
| 黃叔琳                       | 1672年—1756年  | 崑圃 | 順天府大興     | 雍正二年（1724年）     | 雍正二年（1724年）     | 雍正二年三月以吏部左侍郎任，八月因徇庇鄉紳陳世侃僕人爭訟、其弟黄叔璥縱僕擾民、收受商人吳雨山賄賂諸事，被革職查辦。           |
| 佟吉圖                       | 約1660－1732年 | 瞻揆 | 滿洲正黃旗     | 雍正二年（1724年）     | 雍正二年（1724年）     | 佟佳氏佟國維一族。雍正二年八月至九月，以浙江布政使護理。                                                                     |
| 石文焯                       | 1668年—1735年  | 霞峯 | 奉天廣寧       | 雍正二年（1724年）     | 雍正二年（1724年）     | 隸漢軍正白旗。雍正二年十月由河南巡撫調署，十一月遷陝西巡撫。                                                                 |
| 法海                         | 1671年—1737年  | 淵吝 | 滿洲鑲黃旗     | 雍正二年（1724年）     | 雍正三年（1725年）     | 佟佳氏，佟國綱次子。雍正二年十二月以提督江蘇學政調任，雍正三年六月入京，命署兵部尚書。                                       |
| 甘國奎                       | 約1670～1741年 | 惟弼 | 奉天瀋陽       | 雍正三年（1725年）     | 雍正三年（1725年）     | 隸漢軍正藍旗，甘文焜之子。以浙江按察使署理，八月交接巡撫，仍任按察使。                                                       |
| 福敏                         | 1673年—1756年  | 龍翰 | 滿洲鑲白旗     | 雍正三年（1725年）     | 雍正三年（1725年）     | 富察氏。八月以吏部右侍郎署理，十月升左都御史署湖廣總督。                                                                     |
| 李衛                         | 1687年—1738年  | 又玠 | 江蘇銅山       | 雍正三年（1725年）     | 雍正七年（1729年）     | 雍正三年十一月自雲南布政使陞任浙江巡撫兼管鹽務，五年十一月綬浙江總督，兼管巡撫事務，雍正七年三月陞任兵部尚書。               |
| 蔡仕舢                       | 1662年—1731年  | 詒霞 | 福建南安       | 雍正七年（1729年）     | 雍正九年（1731年）     | 號藐邨。七年四月由浙江觀風整俗使署理，九年八月緣事降調，十月逝世。                                                           |
| 王國棟                       | 1675年—1735年  | 左吾 | 奉天錦州       | 雍正九年（1731年）     | 雍正十年（1732年）     | 隸漢軍鑲紅旗。由江蘇巡撫兼署刑部右侍郎調署，十年七月改稽察京通各倉事務。                                                     |
| 程元章                       | 1683年—1767年  | 冠文 | 河南上蔡       | 雍正十年（1732年）     | 雍正十三年（1735年）   | 號坦齋。雍正十年八月以浙江總督、兼巡撫事務、管理鹽政；雍正十三年十二月遷漕運總督。                                           |

## 清朝（乾隆、嘉慶、道光二十年間）
- 乾隆年間以後巡撫品秩提高為正二品需加兵部侍郎、右副都御史銜。

下面是乾隆元年（1736年）以后的历任浙江巡抚。
| 姓名     | 生卒年        | 字   | 籍贯           | 出任年                 | 卸任年                 | 备注 |
| -------- | ------------- | ---- | -------------- | ---------------------- | ---------------------- | --- |
| 嵇曾筠   | 1670年—1738年 | 松友 | 江蘇無錫       | 乾隆元年（1736年）     | 乾隆三年（1738年）     | 乾隆元年正月以總理浙江海塘工程兼管兩浙鹽政，任浙江巡撫兼浙江總督加太子太傅；三年兼理永定河務，八月卒於任。                                                                       |
| 盧焯     | 1693年—1767年 | 光植 | 奉天盛京       | 乾隆三年（1738年）     | 乾隆六年（1741年）     | 隸漢軍鑲黃旗。乾隆三年九月由福建巡撫調任浙江巡撫兼管鹽政，六年六月左都御史劉吳龍彈劾其營私受賄，皆事實，遂革職、判刑充軍。                                                       |
| 德沛     | 1688年—1752年 | 濟齋 | 滿洲鑲藍旗     | 乾隆六年（1741年）     | 乾隆六年（1741年）     | 愛新覺羅氏，第八代鄭親王。乾隆六年六月中以閩浙總督兼任署理，十一月交卸。 |
| 纳兰常安 | 1683年—1747年 | 履坦 | 滿洲鑲紅旗     | 乾隆六年（1741年）     | 乾隆十二年（1747年）   | 葉赫那拉氏。乾隆六年十二月以兵部右侍郎、右副都御史銜漕運總督調任；乾隆十二年九月為閩浙總督喀爾吉善彈劾貪汙索賄，遂罷職、下獄，後卒於獄中。                                       |
| 顧琮     | 1685年—1754年 | 用方 | 滿洲鑲黄旗     | 乾隆十二年（1747年）   | 乾隆十三年（1748年）   | 伊爾根覺羅氏。乾隆十二年十月由漕運總督調任；十三年二月遷河東河道總督。 |
| 愛必達   | 1711年—1771年 | 以仁 | 滿洲鑲黃旗     | 乾隆十三年（1748年）   | 乾隆十三年（1748年）   | 鈕祜祿氏。三月由署理江蘇布政使陞任，隨改貴州巡撫。 |
| 方觀承   | 1696年—1768年 | 宜田 | 安徽桐城       | 乾隆十三年（1748年）   | 乾隆十四年（1749年）   | 乾隆十三年四月由直隸布政使升巡撫加右副都御史；乾隆十四年七月升直隸總督兼理河道。                                                                                                 |
| 永貴     | 1706年—1783年 | 心齋 | 滿洲正白旗     | 乾隆十四年（1749年）   | 乾隆十六年（1751年）   | 拜都氏。乾隆十四年八月由浙江布政使陞任、兼署閩浙總督；乾隆十六年閏十二月因屬下溫州賑災不力，奪職，赴北路軍董理糧餉。                                                             |
| 雅爾哈善 | 1708年—1759年 | 蔚文 | 滿洲正紅旗     | 乾隆十七年（1752年）   | 乾隆十九年（1754年）   | 覺羅氏。乾隆十七年正月自戶部右侍郎調任，兼管兩浙鹽政；乾隆十九年五月陞任軍機大臣、兵部右侍郎。                                                                                   |
| 鄂樂舜   | 1704年—1756年 | 鈍夫 | 滿洲鑲藍旗     | 乾隆十九年（1754年）   | 乾隆十九年（1754年）   | 西林覺羅氏。乾隆十九年六月自甘肅巡撫調任；十月遷安徽巡撫。 |
| 周人驥   | 1695年—1763年 | 芷囊 | 天津道天津     | 乾隆十九年（1754年）   | 乾隆二十一年（1756年） | 十一月以浙江布政使護理，隔年正月實授；乾隆二十一年二月改署理廣東巡撫。 |
| 楊廷璋   | 1689年—1772年 | 奉峨 | 奉天開原       | 乾隆二十一年（1756年） | 乾隆二十四年（1759年） | 隸漢軍鑲黃旗。乾隆二十一年三月由湖南布政使陞任；乾隆二十四年三月升閩浙總督。 |
| 明山     | 1711—1779年   | 岱雲 | 滿洲正藍旗     | 乾隆二十四年（1759年） | 乾隆二十四年（1759年） | 伊爾根覺羅氏。乾隆二十四年四月以浙江布政使署理，五月擢江西巡撫。 |
| 莊有恭   | 1713年—1767年 | 容可 | 廣東廣州府番禺 | 乾隆二十四年（1759年） | 乾隆二十七年（1762年） | 乾隆二十四年五月由湖北巡撫晉兵部侍郎、右副都御史調任浙江巡撫兼管兩浙鹽政；乾隆二十七年十月遷江蘇巡撫。                                                                           |
| 熊學鵬   | 1703年—1779年 | 雲亭 | 江西南昌       | 乾隆二十七年（1762年） | 乾隆三十三年（1768年） | 乾隆二十七年十一月由廣西巡撫調任浙江巡撫兼管兩浙鹽政、署理閩浙總督；乾隆三十三年二月丁父憂離任。                                                                                 |
| 永德     | 約1716—1784年 | 玉亭 | 滿洲正藍旗     | 乾隆三十三年（1768年） | 乾隆三十四年（1769年） | 覺羅氏。三十三年三月以浙江布政使陞任兵部侍郎兼都察院右副都御史巡撫浙江兼管海防事務、兩浙鹽政；乾隆三十四年十月遷江蘇巡撫。                                                       |
| 熊學鵬   | 1703年—1779年 | 雲亭 | 江西南昌       | 乾隆三十四年（1769年） | 乾隆三十五年（1770年） | 乾隆三十四年十一月複任兼署北新關印務，乾隆三十五年十一月丁母憂離任。 |
| 富勒渾   | 1724—1795年   | 惠堂 | 滿州鑲白旗     | 乾隆三十五年（1770年） | 乾隆三十七年（1772年） | 章佳氏。乾隆三十五年十二月以浙江布政使陞任；乾隆三十七年六月遷陝西巡撫。 |
| 熊學鵬   | 1703年—1779年 | 雲亭 | 江西南昌       | 乾隆三十七年（1772年） | 乾隆三十八年（1773年） | 乾隆三十七年七月回任署理，乾隆三十八年正月複遷廣西巡撫。由布政使王亶望護理交接。                                                                                                 |
| 三寶     | 1718年—1784年 | 文敬 | 滿洲正紅旗     | 乾隆三十八年（1773年） | 乾隆四十二年（1777年） | 伊爾根覺羅氏。乾隆三十八年二月由山西巡撫調任，加兵部侍郎、右副都御史銜兼管兩浙鹽政；乾隆四十二年五月擢任湖廣總督。                                                               |
| 王亶望   | 1730年—1781年 | 誕鳳 | 山西臨汾       | 乾隆四十二年（1777年） | 乾隆四十五年（1780年） | 乾隆四十二年六月以甘肅布政使，加兵部侍郎、右副都御史銜兼管兩浙鹽政擢任；四十五年三月因甘肅冒賑案逮治下獄，明年判刑斬首。                                                         |
| 李質穎   | 1708年—1794年 | 公質 | 熱河承德       | 乾隆四十五年（1780年） | 乾隆四十五年（1780年） | 乾隆四十五年四月由廣東巡撫、兵部侍郎加右副都御史銜調任，十二月升署理閩浙總督加奉宸苑卿銜。                                                                                       |
| 三寶     | 1718年—1784年 | 文敬 | 滿洲正紅旗     | 乾隆四十六年（1781年） | 乾隆四十六年（1781年） | 正月以東閣大學士、閩浙總督兼署，三月事畢回朝改任殿試讀卷官。 |
| 陳輝祖   | 1733年—1783年 | 孝蘊 | 湖南祁陽       | 乾隆四十六年（1781年） | 乾隆四十七年（1782年） | 乾隆四十六年四月由江南河道總督調任閩浙總督兼管浙江巡撫；乾隆四十七年九月因侵吞去年奉命所查抄王亶望的家產，事發革職下獄，原判斬監候，後因在任內被彈劾多有缺失，隔年二月被賜自盡。 |
| 福崧     | 1747年—1793年 | 岳甫 | 滿洲正黃旗     | 乾隆四十七年（1782年） | 乾隆五十一年（1786年） | 烏雅氏。乾隆四十七年十月自甘肅布政使加兵部侍郎、右副都御史銜兼管兩浙鹽政陞任；乾隆五十一年三月加二等侍衛、調署山西巡撫。                                                         |
| 伊齡阿   | 1736年—1795年 | 精一 | 滿洲鑲黃旗     | 乾隆五十一年（1786年） | 乾隆五十一年（1786年） | 佟佳氏。乾隆五十一年四月自工部右侍郎、管理錢法事務調任浙江巡撫加兵部侍郎、右副都御史銜兼管兩浙鹽政；八月回京任總管內務府大臣上行走兼管崇文門監督。                               |
| 琅玕     | 1744年—1802年 | 恪勤 | 滿洲正藍旗     | 乾隆五十一年（1786年） | 乾隆五十五年（1790年） | 覺羅氏。九月自刑部右侍郎調任，加兵部侍郎、右副都御史銜；乾隆五十五年七月加頭等侍衛，調署杭州織造。                                                                               |
| 顧學潮   | 1721年—1794年 | 小韓 | 江蘇蘇州府元和 | 乾隆五十五年（1790年） | 乾隆五十五年（1790年） | 七月中旬以浙江布政使兼署浙江學政護理，八月中旬交接，年底致仕。 |
| 海寧     | 1739年—1790年 | 勤毅 | 滿洲正藍旗     | 乾隆五十五年（1790年） | 乾隆五十五年（1790年） | 伊爾根覺羅氏，前巡撫明山之子。八月中旬自山西巡撫加兵部侍郎、右副都御史銜調任，兼管杭州織造、南新關和北新鈔關和印務。十月卒於任。                                                 |
| 福崧     | 1747年—1793年 | 岳甫 | 滿洲正黃旗     | 乾隆五十五年（1790年） | 乾隆五十七年（1792年） | 乾隆五十五年十一月以兩江總督兼管；乾隆五十七年十二月因兩浙鹽政虧損，為和坤等人攻訐，遂逮致京師審議，中途飲鴆自盡。                                                               |
| 長麟     | 1748年—1811年 | 牧菴 | 滿州正藍旗     | 乾隆五十八年（1793年） | 乾隆五十八年（1793年） | （民）覺羅氏。乾隆五十八年正月由山西巡撫調任，八月升兩廣總督加太子少保銜。 |
| 吉慶     | 1753年—1802年 | 星源 | 滿洲正白旗     | 乾隆五十八年（1793年） | 嘉慶元年（1796年）     | 覺羅氏（紅帶子宗室），多羅武功郡王。乾隆五十八年九月由山東巡撫調任浙江巡撫、督理南新關稅務、兼管杭州織造、署理兩浙鹽政；嘉慶元年六月升兩廣總督兼理廣東巡撫。                     |
| 玉德     | 1737年—1808年 | 達齋 | 滿洲正紅旗     | 嘉慶元年（1796年）     | 嘉慶四年（1799年）     | 瓜爾佳氏。嘉慶元年七月山東巡撫兼署河東河道總督調任，加兵部侍郎、右副都御史銜，管理北新鈔關和南新關，二年再兼管杭州織造；嘉慶四年五月入京朝覲，十月陞任閩浙總督。                 |
| 謝啟昆   | 1737年—1802年 | 蘊山 | 江西南康       | 嘉慶四年（1799年）     | 嘉慶四年（1799年）     | 嘉慶四年六月以浙江布政使護理，八月加兵部侍郎、右副都御史銜升任廣西巡撫。 |
| 書麟     | 1730年—1801年 | 紱齋 | 滿洲鑲黃旗     | 嘉慶四年（1799年）     | 嘉慶四年（1799年）     | 高佳氏。嘉慶四年八月以閩浙總督，加授太子少保、協辦大學士護理，十月遷雲貴總督、加升太子太保。                                                                                     |
| 阮元     | 1764年—1849年 | 伯元 | 江蘇儀征       | 嘉慶四年（1799年）     | 嘉慶十年（1805年）     | 嘉慶四年十一月以戶部左侍郎署理，隔年正月實授，加兵部侍郎、右副都御史銜，管理北新鈔關兼署兩浙鹽政；嘉慶十年閏六月丁父憂。                                                         |
| 清安泰   | 約1746—1809年 | 平階 | 滿洲鑲黃旗     | 嘉慶十年（1805年）     | 嘉慶十二年（1807年）   | 費莫氏。嘉慶十年七月由江西巡撫調任，加兵部侍郎、右副都御史銜，兼署兩浙鹽政、杭州織造；嘉慶十二年十二月遷河南巡撫。                                                               |
| 阮元     | 1764年—1849年 | 伯元 | 江蘇儀征       | 嘉慶十三年（1808年）   | 嘉慶十四年（1809年）   | 嘉慶十三年正月以兵部右侍郎、署理河南巡撫兼理河道回任；嘉慶十四年八月回京任文穎館行走、國史館編修。                                                                               |
| 廣玉     | 約1752—1818年 | 桂亭 | 滿洲正白旗     | 嘉慶十四年（1809年）   | 嘉慶十四年（1809年）   | 他塔喇氏。嘉慶十四年九月以浙江布政使護理至十一月中旬。 |
| 蔣攸銛   | 1766年—1830年 | 穎芳 | 奉天遼陽       | 嘉慶十四年（1809年）   | 嘉慶十五年（1810年）   | 隸漢軍鑲紅旗。嘉慶十四年十一月由江蘇巡撫加右副都御史銜調任、督理南新關稅務，嘉慶十五年九月遷江南河道總督。                                                                       |
| 慶保     | 1759年—1833年 | 佑之 | 滿洲鑲黃旗     | 嘉慶十五年（1810年）   | 嘉慶十五年（1810年）   | 章佳氏。嘉慶十五年十月以江蘇布政使護理，十一月卸任。 |
| 同興     | 1755年—1827年 | 景卿 | 滿洲鑲黃旗     | 嘉慶十五年（1810年）   | 嘉慶十五年（1810年）   | 鈕祜祿氏。嘉慶十五年十一月由湖北巡撫調任，未上任，旋調貴州巡撫。 |
| 蔣攸銛   | 1766年—1830年 | 穎芳 | 奉天遼陽       | 嘉慶十五年（1810年）   | 嘉慶十六年（1811年）   | 嘉慶十五年十一月回任，賞戴花翎兼署兩浙鹽政、管理北新鈔關；嘉慶十六年九月升兩廣總督。                                                                                             |
| 鐵保     | 1752年—1824年 | 冶亭 | 滿洲正黃旗     | 嘉慶十六年（1811年）   | 嘉慶十六年（1811年）   | 棟鄂氏。嘉慶十六年十月由副都統銜喀什噶爾參贊大臣調任，未上任，旋調吏部左侍郎。                                                                                                   |
| 高杞     | 1748年—1826年 | 孟蟾 | 滿洲鑲黃旗     | 嘉慶十六年（1811年）   | 嘉慶十八年（1813年）   | 高佳氏。嘉慶十六年十月由直隸熱河道道台升任；嘉慶十八年三月遷刑部左侍郎兼總管內務府大臣。                                                                                         |
| 方受疇   | 1754年—1822年 | 次耕 | 安徽桐城       | 嘉慶十八年（1813年）   | 嘉慶十八年（1813年）   | 嘉慶十八年四月由直隸布政使加兵部侍郎、右副都御史銜升任，七月遷河南巡撫兼理河道。                                                                                                 |
| 李奕疇   | 1754年—1844年 | 書年 | 河南夏邑       | 嘉慶十八年（1813年）   | 嘉慶十九年（1814年）   | 嘉慶十八年七月由安徽巡撫加兵部侍郎、右副都御史銜調任；嘉慶十九年四月升漕運總督。                                                                                                 |
| 許兆椿   | 1748年—1814年 | 茂堂 | 湖北雲夢       | 嘉慶十九年（1814年）   | 嘉慶十九年（1814年）   | 嘉慶十九年四月由貴州巡撫兼署倉場侍郎調任，未上任，五月以病懇辭，卒於秋季。 |
| 陳預     | 1765年—1823年 | 立凡 | 順天府宛平     | 嘉慶十九年（1814年）   | 嘉慶十九年（1814年）   | 嘉慶十九年五月由福建巡撫調任，七月加兵部侍郎、右副都御史銜遷山東巡撫。 |
| 顏檢     | 1757年—1833年 | 惺甫 | 廣東連平       | 嘉慶十九年（1814年）   | 嘉慶二十年（1815年）   | 嘉慶十九年八月以山東 鹽運使升任，嘉慶二十年十二月坐正犯由賄囑誣認，褫職。 |
| 孫玉庭   | 1752年—1834年 | 寄圃 | 山東濟寧       | 嘉慶二十一年（1816年） | 嘉慶二十一年（1816年） | 嘉慶二十ㄧ年正月由雲南巡撫調任，五月旋升湖廣總督。 |
| 張映漢   | 1753年—1830年 | 筠圃 | 山東海豐       | 嘉慶二十一年（1816年） | 嘉慶二十一年（1816年） | 嘉慶二十一年五月由湖北巡撫調任，未上任，六月旋留任湖北巡撫。 |
| 楊頀     | 1744年—1828年 | 邁功 | 江西金谿       | 嘉慶二十一年（1816年） | 嘉慶二十三年（1818年） | 嘉慶二十一年六月由江蘇巡撫加兵部侍郎、右副都御史銜調任；嘉慶二十三年七月授從三品京堂、遷禮部主客司郎中。                                                                         |
| 程國仁   | 1764年—1824年 | 濟棠 | 河南商城       | 嘉慶二十三年（1818年） | 嘉慶二十四年（1819年） | 嘉慶二十三年八月由甘肅布政使陞任；嘉慶二十四年三月遷山東巡撫。 |
| 陳若霖   | 1759年—1832年 | 宗覲 | 福建閩縣       | 嘉慶二十四年（1819年） | 嘉慶二十五年（1820年） | 嘉慶二十四年四月由河南巡撫加兵部侍郎、右副都御史銜調任；嘉慶二十五年十二月升湖廣總督加兵部尚書、都察院右都御史銜。                                                               |
| 帥承瀛   | 1766年—1841年 | 仙舟 | 湖北黃梅       | 道光元年（1821年）     | 道光四年（1824年）     | 道光元年正月由刑部左侍郎加兵部侍郎、右副都御史銜調任；道光四年九月以丁父艱，且目疾久不愈，致仕。                                                                                 |
| 黃鳴傑   | 1768年—1841年 | 冠英 | 安徽合肥       | 道光四年（1824年）     | 道光五年（1825年）     | 道光四年十月以浙江布政使護理，道光五年正月升授署理巡撫加兵部侍郎、右副都御史銜，後於三月致仕。                                                                                   |
| 程含章   | 1762年—1832年 | 象坤 | 雲南景東       | 道光五年（1825年）     | 道光六年（1826年）     | 道光五年四月由倉場侍郎調任；道光六年十月遷山東巡撫。 |
| 劉彬士   | 1770年—1838年 | 輔文 | 湖北黃陂       | 道光六年（1826年）     | 道光十年（1830年）     | 道光六年十一月由刑部右侍郎、搜檢大臣調署，八年實授；道光十年十月遷任太僕寺卿。                                                                                                   |
| 富呢揚阿 | 1788年—1845年 | 海颿 | 滿洲鑲紅旗     | 道光十年（1830年）     | 道光十四年（1834年）   | 富察氏。道光十年十一月由盛京工部侍郎兼奉天府尹調任；道光十四年十一月)再授盛京工部侍郎，兼管順天府尹事，十五年任盛京刑部侍郎，尋遷科布多參贊大臣加副都統銜。                      |
| 烏爾恭額 | 1789年—1841年 | 敬齋 | 滿洲鑲黃旗     | 道光十四年（1834年）   | 道光二十年（1840年）   | 富察氏。道光十四年十二月由盛京工部侍郎兼奉天府府尹、盛京牛馬稅監督，署理鑲紅旗漢軍都統調任；道光二十年六月因鴉片戰爭第一次定海之戰戰敗，定海失陷一事獲罪奪職，發往軍臺效力贖罪。 |

## 晚清
下面是道光二十年（1840年）以后的历任浙江巡抚。
| 姓名   | 生卒年         | 字   | 籍贯           | 出任年                 | 卸任年                 | 备注 |
| ------ | -------------- | ---- | -------------- | ---------------------- | ---------------------- | --- |
| 宋其沅 | 1780年—1840年  | 湘帆 | 山西汾陽       | 道光二十年（1840年）   | 道光二十年（1840年）   | 道光二十年六月以資政大夫、浙江布政使護理浙江巡撫兼理學政。八月交接，未幾，積勞成疾而卒。                                         |
| 劉韵珂 | 1792年—1864年  | 玉坡 | 山东汶上       | 道光二十年（1840年）   | 道光二十三年（1843年） | 道光二十年八月以四川布政使陞任；道光二十三年四月擢升閩浙總督。                                                                   |
| 卞士雲 | 1788年—1843年  | 光河 | 江蘇儀征       | 道光二十二年（1842年） | 道光二十二年（1842年） | 卞寶第之父。道光二十二年五月巡撫劉韵珂休假。以浙江布政使兼署巡撫，六月還政，未幾卒於官。                                         |
| 吳其濬 | 1789年—1847年  | 季深 | 河南固始       | 道光二十三年（1843年） | 道光二十三年（1843年） | 道光二十三年五月由湖南巡撫調任；同年閏七月命遷雲南巡撫，八月交接。                                                               |
| 管遹群 | 1796年—1843年  | 兆籛 | 江蘇常州府陽湖 | 道光二十三年（1843年） | 道光二十三年（1843年） | 道光二十三年八月由安徽布政使升任；十一月積勞成疾而卒。                                                                           |
| 王植   | 1792年—1852年  | 叔培 | 直隸清苑       | 道光二十三年（1843年） | 道光二十三年（1843年） | 道光二十三年十一月自提督江蘇學政署理至年底後，明年調安徽巡撫。                                                                   |
| 程楙采 | 1790年—1843年  | 憩棠 | 江西新建       | 道光二十三年（1843年） | 道光二十三年（1843年） | 道光二十三年十二月由安徽巡抚调任浙江巡抚，未及上任，旋病逝於安徽巡撫衙門。                                                       |
| 梁宝常 | 1794年—1857年  | 楚香 | 天津天津府天津 | 道光二十四年（1844年） | 道光二十八年（1848年） | 道光二十四年正月由山東巡撫調任；道光二十八年五月致仕。                                                                           |
| 傅繩勛 | 1793年—1865年  | 接武 | 山東聊城       | 道光二十八年（1848年） | 道光二十八年（1848年） | 道光二十八年六月由雲南布政使陞任，旋改江西巡撫。                                                                                 |
| 劉喜海 | 1793年—1852年  | 燕庭 | 山東諸城       | 道光二十八年（1848年） | 道光二十八年（1848年） | 劉統勳曾孫。道光二十八年六月底以浙江布政使署理巡撫，九月初交接，任布政使至年底致仕。                                             |
| 吴文镕 | 1792年—1854年  | 甄甫 | 江苏儀征       | 道光二十八年（1848年） | 道光三十年（1850年）   | 道光二十八年九月由江西巡撫調任；道光三十年十一月擢陞雲貴總督。                                                                   |
| 汪本銓 | 1810年—1854年  | 衡甫 | 江蘇常州府陽湖 | 道光三十年（1850年）   | 咸豐元年（1851年）     | 道光三十年十二月以浙江布政使護理，咸豐元年二月交接，後致仕。                                                                     |
| 常大淳 | 1792年—1853年  | 正夫 | 湖南衡陽       | 咸豐元年( 1851年)      | 咸豐二年( 1852年)      | 咸豐元年二月由湖北布政使升任；咸豐二年五月初調湖北巡撫。                                                                         |
| 椿壽   | 1816年－1852年 | 永年 | 滿洲正白旗     | 咸丰二年（1852年）     | 咸丰二年（1852年）     | 佟佳氏。咸豐二年五月中至八月初以浙江布政使署理。                                                                                 |
| 黄宗汉 | 1803年—1864年  | 寿臣 | 福建晋江       | 咸豐二年（1852年）     | 咸豐四年（1854年）     | 咸豐二年八月由雲南巡撫調遷到任；咸豐四年八月擢四川總督。                                                                         |
| 何桂清 | 1816年—1862年  | 根云 | 云南昆明       | 咸丰四年（1854年）     | 咸丰六年（1856年）     | 咸豐四年九月由倉場侍郎陞任；咸豐六年十一月以病免，隔年升两江總督。                                                               |
| 晏端書 | 1800年—1882年  | 巢芸 | 江蘇儀征       | 咸丰六年（1856年）     | 咸豐八年（1858年）     | 咸豐六年十二月由山東布政使陞任巡撫署理學政；咸豐八年七月卸，隔年任大理寺卿。                                                     |
| 胡兴仁 | 1797年—1872年  | 恕堂 | 湖南保靖       | 咸豐八年（1858年）     | 咸豐九年（1859年）     | 咸豐八年八月由辦理浙江軍務陞任巡撫署理學政；咸豐九年九月奉詔罷官，引疾回家。                                                     |
| 罗遵殿 | 1798年—1860年  | 澹村 | 安徽宿松       | 咸豐九年（1859年）     | 咸豐十年（1860年）     | 咸豐九年十月由福建巡撫調任；咸豐十年三月戰歿於太平军第一次攻入杭州。                                                             |
| 王有龄 | 1810年—1861年  | 雪轩 | 福建侯官       | 咸豐十年（1860年）     | 咸豐十一年（1861年）   | 咸豐十年四月由江蘇布政使擢升；咸豐十一年十二月太平軍第二次攻入杭州後自縊殉國。                                                   |
| 左宗棠 | 1812年—1885年  | 季高 | 湖南湘阴       | 同治元年（1862年）     | 同治二年（1863年）     | 同治元年正月經曾國藩舉薦由太常寺卿升任；同治二年三月擢升閩浙總督，因候任在外領兵，仍兼署巡撫。                                   |
| 曾国荃 | 1824年—1890年  | 沅浦 | 湖南湘乡       | 同治二年（1863年）     | 同治二年（1863年）     | 曾國藩九弟。同治二年四月由江蘇布政使擢升巡撫、留辦江甯軍務，駐軍江蘇雨花台；收復南京後，九月以困憊殊甚，自請開缺回籍，回鄉調理。 |
| 蔣益澧 | 1833年－1874年 | 薌泉 | 湖南湘鄉       | 同治二年（1863年）     | 同治三年（1864年）     | 同治二年九月下旬，左宗棠南征福建太平軍諸部，遂以浙江布政使兼任護理，逾歲還政，回任布政使。又浙江全境克復，返省城杭州辦公。       |
| 左宗棠 | 1812年—1885年  | 季高 | 湖南湘陰       | 同治三年（1864年）     | 同治三年（1864年）     | 同治三年九月因平定福建“南太平軍”主力侍王李世賢等部，而候任巡撫尚未就任，遂再兼任署理，年底交接巡撫一職。                         |
| 马新贻 | 1821年—1870年  | 穀山 | 山东菏泽       | 同治三年（1864年）     | 同治六年（1867年）     | 回族穆斯林。同治三年十二月由安徽布政使升任；同治六年十一月擢陞閩浙總督。                                                         |
| 李瀚章 | 1821年—1888年  | 筱泉 | 安徽合肥       | 同治六年（1867年）     | 同治八年（1869年）     | 李鸿章長兄。同治六年十二月由江蘇巡撫、署湖廣總督調任；同治八年十二月再任湖廣總督。                                               |
| 杨昌濬 | 1825年—1897年  | 石泉 | 湖南湘乡       | 同治九年（1870年）     | 光緒三年（1877年）     | 同治九年正月由浙江布政使陞任；光绪三年二月因錯判“葛毕氏谋害亲夫案”被革职。                                                       |
| 梅启照 | 1826年—1894年  | 筱岩 | 江西南昌       | 光绪三年（1877年）     | 光绪五年（1879年）     | 光绪三年三月由江寧布政使加兵部侍郎銜上任；光绪五年八月回京任兵部右侍郎、内閣學士。。                                             |
| 谭钟麟 | 1822年—1905年  | 文卿 | 湖南茶陵       | 光绪五年（1879年）     | 光绪七年（1881年）     | 光绪五年九月由陝西巡撫加兵部尚書銜上任；光绪七年八月升陕甘總督。                                                                 |
| 德馨   | 1834年—1898年  | 曉峰 | 滿洲鑲紅旗     | 光緒七年（1881年）     | 光緒七年（1881年）     | 富察氏。光緒七年九月以浙江布政使護理；十二月交接。後陞任江西巡撫。                                                               |
| 陈士杰 | 1825年—1893年  | 隽丞 | 湖南桂阳       | 光绪七年（1881年）     | 光绪八年（1882年）     | 光绪七年十二月由山西布政使升任；光绪八年十二月遷山东巡抚。                                                                       |
| 刘秉璋 | 1826年—1905年  | 仲良 | 安徽庐江       | 光绪八年（1882年）     | 光绪十二年（1886年）   | 光绪八年十二月起用為巡撫；光绪十二年五月升四川总督。                                                                             |
| 許應鑅 | 1820年—1891年  | 昌言 | 廣東廣州府番禺 | 光绪十二年（1886年）   | 光绪十二年（1886年）   | 光绪十二年五月以浙江布政使護理。                                                                                                 |
| 卫荣光 | 1826年—1892年  | 静澜 | 河南新乡       | 光绪十二年（1886年）   | 光绪十四年（1888年）   | 光绪十二年七月由江蘇巡撫調任；光绪十四年十月遷山西巡撫。                                                                         |
| 崧骏   | 1832年—1893年  | 振青 | 滿州鑲藍旗     | 光緒十四年 (1888年)    | 光緒十九年（1893年）   | 瓜爾佳氏。光緒十四年十一月由江蘇巡撫調任；十八年二月至八月入京覲見，由布政使劉樹棠代理；光緒十九年十一月卒於任。                 |
| 劉樹棠 | 1831年—1904年  | 景韓 | 雲南保山       | 光绪十九年（1893年）   | 光绪二十年（1894年）   | 光绪十九年十二月以浙江布政使護理巡撫兼管鹽政；光緒二十年四月交接巡撫，回任原職。                                                 |
| 廖寿丰 | 1836年—1901年  | 穀士 | 上海嘉定       | 光绪二十年（1894年）   | 光绪二十四年（1898年） | 又字研田，號闇齋。光绪二十年五月以河南布政使升任；光绪二十四年十二月引疾致仕回鄉。                                               |
| 劉樹棠 | 1831年—1904年  | 景韓 | 雲南保山       | 光绪二十五年（1899年） | 光绪二十六年（1900年） | 光绪二十五年正月以浙江布政使升任；光緒二十六年九月以病辭任。                                                                     |
| 惲祖翼 | 1838年—1902年  | 叔謀 | 江蘇湖陽       | 光绪二十六年（1900年） | 光緒二十七年（1901年） | 光緒二十六年十月以浙江布政使升任；光緒二十七年三月母丁憂辭任，隔年尋卒。                                                         |
| 余聯沅 | 1844年—1901年  | 搢珊 | 湖北孝感       | 光緒二十七年（1901年） | 光緒二十七年（1901年） | 光緒二十七年四月以湖南布政使署理，同年十一月任内病逝。                                                                           |
| 任道镕 | 1823年—1906年  | 筱沅 | 江苏宜兴       | 光緒二十七年（1901年） | 光緒二十八年（1902年） | 光緒二十七年十二月以河南巡撫調任；光緒二十八年十月以病致仕。                                                                     |
| 誠勳   | 1848年—1915年  | 果泉 | 滿州正紅旗     | 光緒二十八年（1902年） | 光绪二十九年（1903年） | 伊爾根覺羅氏。以安徽巡撫兼任署理，光绪二十九年四月卸。                                                                           |
| 翁曾桂 | 1837年—1905年  | 筱珊 | 江蘇常熟       | 光绪二十九年（1903年） | 光绪二十九年（1903年） | 翁同書次子。光绪二十九年四月至八月以浙江布政使護理。                                                                             |
| 聶緝槼 | 1855年—1911年  | 仲芳 | 湖南衡山       | 光绪二十九年（1903年） | 光绪三十一年（1905年） | 曾國藩女婿。光绪二十九年九月由安徽巡撫調任；光绪三十一年九月因浙江銅元舞弊案，以罪撤職。                                         |
| 瑞興   | 1839年—1918年  | 詩軒 | 滿州正黃旗     | 光绪三十一年（1905年） | 光绪三十一年（1905年） | 烏雅氏。以杭州將軍兼署浙江巡撫；光绪三十一年十一月交接巡撫一職。                                                                 |
| 张曾敭 | 1852年—1920年  | 润生 | 河北南皮       | 光绪三十一年（1905年） | 光绪三十三年（1907年） | 光绪三十一年十二月由山西巡撫調任；光绪三十三年七月遷江苏巡抚。                                                                   |
| 馮汝騤 | 1863年—1911年  | 星岩 | 河南祥符       | 光绪三十三年（1907年） | 光绪三十四年（1908年） | 光绪三十三年八月由陕西布政使陞任，光绪三十四年二月遷江西巡撫。                                                                   |
| 信勤   | 1869年—1927年  | 懷民 | 滿洲鑲黃旗     | 光緒三十四年（1908年） | 光緒三十四年（1908年） | 鈕祜祿氏。光緒三十四年三月以浙江布政使護理巡撫，四月尋陞督辦墾務大臣兼署綏遠城將軍。                                             |
| 柯逢時 | 1845年—1912年  | 懋修 | 湖北大冶       | 光绪三十四年（1908年） | 光绪三十四年（1908年） | 三月以督辦土藥統稅大臣兼任，未到任，居武昌。                                                                                     |
| 增韞   | 1869年—1946年  | 子固 | 蒙古镶藍旗     | 光绪三十四年（1908年） | 宣统三年（1911年）     | 光绪三十四年五月以直隸布政使陞任，末代浙江巡撫。1911年11月4日为革命军所俘，次日杭州光复                                          |